# Antoine Carrichon
Antoine Carrichon est un homme politique français né le 4 mai 1789 à Rouen (Normandie) et mort le 15 mai 1847 à Lyon (Rhône).
Négociant à Lyon, il est député du Rhône de 1831 à 1834, siégeant dans la majorité soutenant les ministères de la Monarchie de Juillet.

## Sources
- « Antoine Carrichon », dans Adolphe Robert et Gaston Cougny, Dictionnaire des parlementaires français, Edgar Bourloton, 1889-1891 [détail de l’édition]